# Lijst van rijksmonumenten in Snelrewaard
De plaats Snelrewaard telt 15 inschrijvingen in het rijksmonumentenregister. Hieronder een overzicht.
| Object                                                                           | Oorspronkelijke functie? | Bouwjaar                       | Architect | Locatie                       | Coördinaten?                 | Nr.?   | Afbeelding        |
| -------------------------------------------------------------------------------- | ------------------------ | ------------------------------ | --------- | ----------------------------- | ---------------------------- | ------ | ----------------- |
| Eikenhoeve                                                                       | Boerderij                | 1848 (jaartalankers)           |           | Noord-Linschoterzandweg 23    | 52° 2' 24" NB, 4° 53' 16" OL | 34082  | Meer afbeeldingen |
| Boerderij, langhuis, fraai exemplaar met bogen boven de vensters                 | Boerderij                | 17e eeuw                       |           | Noord-Linschoterzandweg 24    | 52° 2' 21" NB, 4° 53' 17" OL | 34083  | Meer afbeeldingen |
| Boerderij, langhuis                                                              | Boerderij                | 18e eeuw                       |           | Noord-Linschoterzandweg 32    | 52° 2' 12" NB, 4° 53' 7" OL  | 34084  | Meer afbeeldingen |
| Boerderij, langhuis                                                              | Boerderij                | 18e eeuw                       |           | Noord-Linschoterzandweg 59    | 52° 1' 39" NB, 4° 52' 41" OL | 34085  | Meer afbeeldingen |
| Boerderij, langhuis, gepleisterd                                                 | Boerderij                | 17e eeuw                       |           | Zuid-Linschoterzandweg 5      | 52° 3' 9" NB, 4° 54' 12" OL  | 34086  | Meer afbeeldingen |
| Boerderij, langhuis gepleisterd rieten dak                                       | Boerderij                |                                |           | Zuid-Linschoterzandweg 15     | 52° 3' 1" NB, 4° 53' 46" OL  | 34087  | Meer afbeeldingen |
| Boerderij, langhuis met mozaïekwerk                                              | Boerderij                | 17e eeuw                       |           | Zuid-Linschoterzandweg 30     | 52° 2' 38" NB, 4° 53' 41" OL | 34088  | Meer afbeeldingen |
| Boerderij                                                                        | Boerderij                | derde kwart 19e eeuw           |           | Zuid-Linschoterzandweg 36     | 52° 2' 30" NB, 4° 53' 34" OL | 34089  | Meer afbeeldingen |
| Boerderij                                                                        | Boerderij                | wellicht eerste helft 19e eeuw |           | Zuid-Linschoterzandweg 41     | 52° 2' 30" NB, 4° 53' 19" OL | 34090  | Meer afbeeldingen |
| Voorzorg                                                                         | Boerderij                | 17e eeuw                       |           | Zuid-Linschoterzandweg 44     | 52° 2' 24" NB, 4° 53' 20" OL | 34091  | Meer afbeeldingen |
| Boerderij, onder rieten zadeldak met aan de voorzijde geschulpte houten daklijst | Boerderij                | tweede helft 19e eeuw          |           | Zuid-Linschoterzandweg 47     | 52° 2' 18" NB, 4° 53' 21" OL | 34092  | Meer afbeeldingen |
| Boerderij, gepleisterd langhuis                                                  | Boerderij                | 18e eeuw                       |           | Zuid-Linschoterzandweg 52     | 52° 2' 10" NB, 4° 53' 9" OL  | 34093  | Meer afbeeldingen |
| Boerderij onder rieten wolfdak                                                   | Boerderij                | midden 19e eeuw                |           | Waardsedijk 44                | 52° 1' 37" NB, 4° 54' 43" OL | 34094  | Meer afbeeldingen |
| Langhuisboerderij                                                                | Boerderij                | 1864                           |           | Noord-Linschoterzandweg 45    | 52° 1' 55" NB, 4° 52' 60" OL | 517474 | Meer afbeeldingen |
| Wagenschuur met zomerhuis                                                        | Boerderij                | 1820                           |           | Zuid-Linschoterzandweg bij 44 | 52° 2' 25" NB, 4° 53' 20" OL | 528457 | Meer afbeeldingen |